# Recchia
Recchia is een kevergeslacht uit de familie van de boktorren (Cerambycidae). De wetenschappelijke naam van het geslacht werd voor het eerst geldig gepubliceerd in 1966 door Lane.

## Soorten
Recchia omvat de volgende soorten:
- Recchia abauna Martins & Galileo, 1998
- Recchia acutipennis (Gahan, 1889)
- Recchia albicans (Guérin-Méneville, 1831)
- Recchia boliviana Martins & Galileo, 1998
- Recchia distincta (Lane, 1939)
- Recchia fallaciosa (Lane, 1966)
- Recchia flaveola Martins & Galileo, 1985
- Recchia fonsecai (Lane, 1939)
- Recchia gemignanii (Lane, 1939)
- Recchia goiana Martins & Galileo, 1985
- Recchia gracilis Martins & Galileo, 1985
- Recchia hirsuta (Bates, 1881)
- Recchia hirticornis (Klug, 1825)
- Recchia lanei Martins & Galileo, 1985
- Recchia ludibriosa Lane, 1966
- Recchia moema Martins & Galileo, 1998
- Recchia parvula (Lane, 1938)
- Recchia piriana Martins & Galileo, 1998
- Recchia planaltina Martins & Galileo, 1998
- Recchia procera Martins & Galileo, 1985
- Recchia ravida Martins & Galileo, 1985
- Recchia veruta (Lane, 1966)